# Bromoljetryck
Bromoljetryck är en fotografisk kopieringsmetod, vid vilken en silverbild, omvandlas till en oljepigmentbild.
Silverbilden vanligen en silverbromidförstoring utbleks i ett bad innehållande bland annat kaliumbikromat och bromkalium. Härigenom härdas fotopapperets gelatinskikt partiellt, särskilt i bildens mörkare partier i förhållande till den mängd utfällt silver som fanns i skiktets olika delar. Härdningen innebära att gelatinet förlorar förmåga att svälla i vatten, och kommer i fuktigt tillstånd att bilda en relief motsvarande den ursprungliga bilden. Den överpenslas därefter med fet färg - trycksvärta eller bromoljefärg, och fäster då endast på de ställen där gelatinet är härdat.
Bilden kan sedan överföras som tryck på andra underlag. Bilden blir ett negativ av originalet så vida inte den ursprungliga använda bilden varit just ett negativ.
Metoden var vanlig i början av 1900-talet för mer konstnärliga fotografier, men minskade senare i betydelse.